# 保尔·柯察金
保尔·安德烈耶维奇·柯察金（俄语：Па́вел Андреевич Корча́гин）是苏联作家尼古拉·奥斯特洛夫斯基于1932年发表的小说《钢铁是怎样炼成的》及根据该作品改编的电影中的主人公。小说出版后，保尔·柯察金迅速成为苏联几代人心目中的榜样。

## 人物形象
保尔·柯察金出生在乌克兰舍佩托夫卡的一个贫困家庭。1917年十月革命后，保尔·柯察金受到老布尔什维克朱赫来的影响，加入红军和共青团，经历俄国内战和新经济政策，一度参加工人反对派，后又参与反对托派（左翼反对派）、新反对派、联合反对派的党内斗争，官至乌克兰某州团委书记，最终因战争留下的身体创伤而双目失明，转而从事写作。他孜孜不倦地为共产主义理想和劳动人民的幸福而奋斗。